# Peliosanthes caesia
Peliosanthes caesia är en sparrisväxtart som beskrevs av Julian Mark Hugh Shaw. Peliosanthes caesia ingår i släktet Peliosanthes och familjen sparrisväxter.
Artens utbredningsområde är Thailand. Inga underarter finns listade i Catalogue of Life.